# Break the Border
Break the Border (estilizado como BREAK the BORDER) es el primer álbum del músico sueco Yohio, realizado en Suecia el 27 de marzo de 2013 (versión en inglés). El álbum contara con una versión deluxe en japonés que saldrá en Japón el 15 de mayo de 2013.
El álbum contiene "Heartbreak Hotel(single)", la canción para Melodifestivalen 2013 que representá a Suecia en el Festival de Eurovisión 2013, quedando en segundo lugar en la final en Suecia.

## Lista de canciones
| Swedish CD |                                                          |                                                                      |                                                               |          |  |
| N.º        | Título                                                   | Escritor(es)                                                         | Productor(es)                                                 | Duración |  |
| 1.         | «2013 -Beginning of the End -» (instrumental)            | Yohio, Daif                                                          | Patrik Frisk, Tommy Rehn, Yohio                               | 1:05     |  |
| 2.         | «My Murderous Urge»                                      | Yohio                                                                | Frisk, Rehn, Yohio                                            | 3:18     |  |
| 3.         | «Revolution»                                             | Yohio                                                                | Frisk, Rehn, Yohio                                            | 3:12     |  |
| 4.         | «Heartbreak Hotel» (Exclusive track for Swedish release) | Johan Fransson, Tobias Lundgren, Tim Larsson, Henrik Göranson, Yohio | Johan Fransson, Tobias Lundgren, Tim Larsson, Henrik Göranson | 3:04     |  |
| 5.         | «Our Story» (Exclusive track for Swedish release)        | Yohio                                                                | Frisk, Rehn, Yohio                                            | 3:22     |  |
| 6.         | «Sakura, falling»                                        | Gackt Camui, Yohio                                                   | Frisk, Rehn, Yohio                                            | 4:20     |  |
| 7.         | «Innocence»                                              | Yohio                                                                | Frisk, Rehn, Yohio                                            | 3:43     |  |
| 8.         | «On the Verge»                                           | Yohio                                                                | Frisk, Rehn, Yohio                                            | 3:32     |  |
| 9.         | «Rain ~ A scene drenched in rain ~»                      | Yohio                                                                | Frisk, Rehn, Yohio                                            | 4:32     |  |
| 10.        | «Timescape» (instrumental)                               | Yohio                                                                | Frisk, Rehn, Yohio                                            | 1:59     |  |
| 11.        | «Aggressive Beauty» (instrumental)                       | Yohio                                                                | Frisk, Rehn, Yohio                                            | 3:00     |  |
| 12.        | «Break the Border»                                       | Yohio                                                                | Frisk, Rehn, Yohio                                            | 4:18     |  |

| Japanese CD |                                                            |                    |                                 |          |  |
| N.º         | Título                                                     | Escritor(es)       | Productor(es)                   | Duración |  |
| 1.          | «2013 -終わりの始まり-» (2013 - Owari no hajimari -)       | Yohio, Daif        | Patrik Frisk, Tommy Rehn, Yohio |          |  |
| 2.          | «My Murderous Urge»                                        | Yohio              | Frisk, Rehn, Yohio              |          |  |
| 3.          | «Revolution»                                               | Yohio              | Frisk, Rehn, Yohio              |          |  |
| 4.          | «二人のストーリー» (Futari no story)                       | Yohio              | Frisk, Rehn, Yohio              |          |  |
| 5.          | «桜の欠片» (Sakura no kakera)                              | Gackt Camui, Yohio | Frisk, Rehn, Yohio              |          |  |
| 6.          | «Innocence»                                                | Yohio              | Frisk, Rehn, Yohio              |          |  |
| 7.          | «Last kiss»                                                |                    |                                 |          |  |
| 8.          | «On the Verge»                                             | Yohio              | Frisk, Rehn, Yohio              |          |  |
| 9.          | «Rain ～ 雨に濡れた景色 ～» (Rain -Ame ni nureta keshiki-) | Yohio              | Frisk, Rehn, Yohio              |          |  |
| 10.         | «Timescape» (instrumental)                                 | Yohio              | Frisk, Rehn, Yohio              |          |  |
| 11.         | «Aggressive Beauty» (instrumental)                         | Yohio              | Frisk, Rehn, Yohio              |          |  |
| 12.         | «Break the Border»                                         | Yohio              | Frisk, Rehn, Yohio              |          |  |

## Listas
El álbum debutó en primer lugar en la lista de Suecia.
| Lista (2013)      | Mejor posición |
| ----------------- | -------------- |
| Sverigetopplistan | 1              |